# Filiberto di Savoia-Genova
Filiberto Lodovico Massimiliano Emanuele Maria di Savoia, IV duca di Genova e duca di Pistoia (Torino, 10 marzo 1895 – Losanna, 7 settembre 1990), è stato un generale italiano, principe di Casa Savoia, appartenente al ramo Savoia-Genova.

## Biografia

### Infanzia
Filiberto di Savoia-Genova nacque a Torino nel 1895, secondo figlio di Tommaso di Savoia-Genova e di Isabella di Baviera. Suo padre era nipote di Carlo Alberto di Savoia e di Giovanni di Sassonia. Sua madre era nipote di Ludovico I di Baviera e pronipote di Carlo IV di Spagna e di Francesco I delle Due Sicilie.
La coppia ebbe altri cinque figli: Ferdinando (1884-1963), Maria Bona (1896-1971), Adalberto (1898-1982), Maria Adelaide (1904-1979) ed Eugenio (1906-1996). Il 22 settembre 1904 il re Vittorio Emanuele III gli conferì il titolo di duca di Pistoia.

### Carriera militare

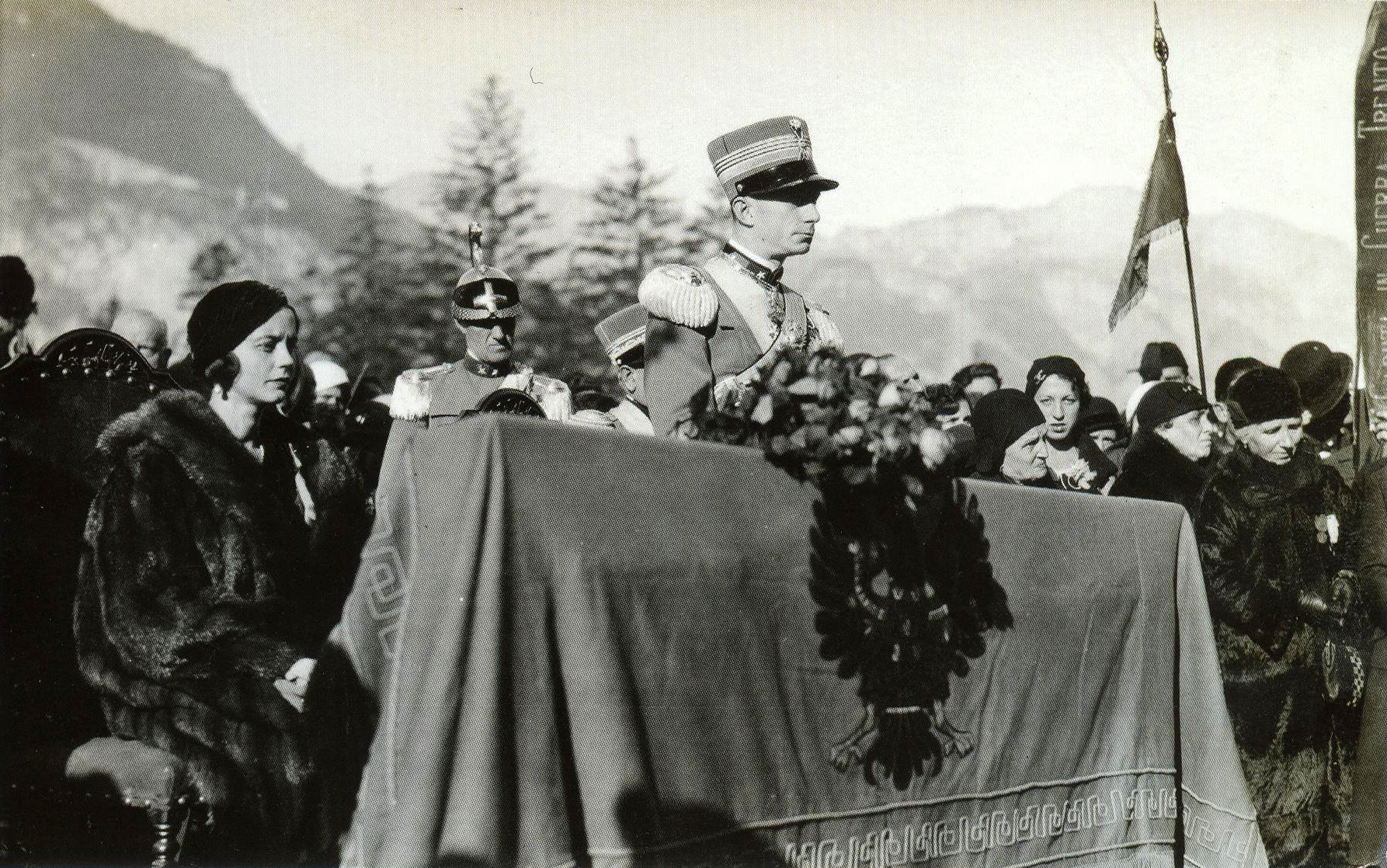
I duchi di Pistoia alla cerimonia del 4 novembre a Trento nel 1932, in una foto di Sergio Perdomi

Partecipò alla prima guerra mondiale nel 1º reggimento "Nizza Cavalleria" e prese parte ad alcuni combattimenti a Monfalcone e sull'Isonzo. Il 4 novembre 1918, con uno squadrone del suo reggimento, fu tra i primi a entrare nella città di Trento.
Dopo il conflitto la sua residenza venne fissata a Bolzano allo scopo di aumentare il sentimento di unità nazionale fra la popolazione. Il 30 aprile 1928 Filiberto sposò a Torino la principessa Lydia d'Arenberg (1905-1977), figlia del duca Engelberto Maria d'Arenberg e di Edvige, nata principessa di Ligne. La coppia non ebbe figli. Successivamente, la sua carriera militare si svolse fra l'Italia e l'Africa Orientale Italiana:
- 1929: promozione a colonnello.
- 1932-1933: comandante del 232º Reggimento fanteria.
- 1933-1934: comandante dell'11ª brigata di fanteria.
- 1934: promozione a generale di brigata.
- 1935-1937: comandante generale della 1ª divisione CC.NN. "23 marzo" della MVSN (in Etiopia).
- 1936: promozione a generale di divisione.
- 1937-1938: comandante generale dell'11ª divisione fanteria "Brennero".
- 1938-1939: comandante generale delle truppe alpine.
- 1940: comandante generale della 7ª Armata.
- 1942: ispettore delle truppe mobili.

La sua divisione fu la prima a issare la bandiera del Regno d'Italia ad Amba Aradam, operazione che gli valse una medaglia d'argento al valore militare e il cavalierato dell'ordine militare di Savoia.
Durante il fascismo l'OVRA raccolse un dossier, più o meno fondato, riguardante la sua presunta omosessualità. Nonostante i suoi titoli, il duca di Pistoia si tenne sempre lontano dalla mondanità e dalla corte e condusse una vita abbastanza anonima, soprattutto se paragonata a quella dei cugini del ramo Savoia-Aosta.

### Possibili nomine
Nel 1941, quando Ante Pavelić offrì a Casa Savoia la corona del neocostituito Stato Indipendente di Croazia, il re Vittorio Emanuele III prese in esame i principi maschi dei rami Savoia-Aosta e Savoia-Genova per scegliere chi avrebbe dovuto essere il nuovo sovrano.
Dopo che Vittorio Emanuele III ebbe scartato Amedeo di Savoia-Aosta (in quanto si trovava prigioniero degli inglesi in Africa), Vittorio Emanuele di Savoia-Aosta (anziano, scapolo e senza figli) e Ferdinando di Savoia-Genova (anziano e senza figli), Galeazzo Ciano annotò nel suo diario che: «Nelle condizioni attuali non rimane che scegliere fra il Duca di Spoleto e il Duca di Pistoia. Il Re propende per il primo per ragioni di prestanza fisica e anche - fino a un certo punto -  di capacità intellettuale». Alla fine, infatti, la corona venne affidata al duca di Spoleto anche perché il duca di Pistoia non aveva figli e quindi possibili eredi.
Dopo l'invasione della Francia nel 1940 e l'occupazione di Nizza nel 1942, il governo italiano pensò di ricostruire l'antica Contea di Nizza, sulla quale avrebbe dovuto regnare proprio Filiberto. Il progetto, però, non ebbe alcun seguito.

### Ultimi anni e morte
A seguito del mutamento istituzionale del 1946 Filiberto e Lydia d'Arenberg si trasferirono a Losanna, in Svizzera, in una proprietà di Lydia. Dopo pochissimi anni, però, i due si separarono. Tornato in Italia, Filiberto visse per trent'anni all'Hotel Ligure di piazza Carlo Felice a Torino insieme a suo fratello minore Adalberto, duca di Bergamo.
Nel 1963, dopo la morte di suo fratello maggiore Ferdinando, scomparso senza eredi, Filiberto assunse il titolo di duca di Genova.
Nel 1981, a seguito della chiusura dell'albergo nel quale risiedeva, si trasferì prima all'Hotel Concorde di via Lagrange, e poi tornò a Losanna e si stabilì nella casa lasciatagli in eredità dalla moglie Lydia, scomparsa nel 1977. Morì nel 1990 e venne sepolto nella cripta reale della basilica di Superga, sulle alture di Torino. Non avendo avuto figli ed essendo Adalberto morto nel 1982, nel titolo ducale gli succedette suo fratello minore Eugenio.
Filiberto, durante la sua vita, non godette di particolare stima se si tiene presente che Galeazzo Ciano, alla data del 24 agosto 1939, riportò nel suo diario un commento sprezzante di Vittorio Emanuele III, il quale lamentava il fatto che Mussolini avesse appositamente messo in forzata inattività militare suo figlio Umberto, escludendolo così non solo dalla possibilità di prendere decisioni, ma anche dal poter ricevere gloria militare: «Hanno il comando quei due imbecilli di Bergamo e di Pistoia, ben può averlo anche mio figlio».
Allo stesso modo, ai tempi del referendum del 1946, nel diario di Falcone Lucifero si trovarono alcuni riferimenti poco lusinghieri nei confronti di Filiberto e di Adalberto con riguardo al loro acume, non già al loro stile di vita, che fu sempre improntato al riserbo e alla semplicità.

## Ascendenza
|                                    |                       |                                       | Genitori                             |  |  | Nonni |  |  | Bisnonni                |  |  | Trisnonni                          |  |
|                                    |                       |                                       |                                      |  |  |       |  |  | Carlo Alberto di Savoia |  |  | Carlo Emanuele di Savoia-Carignano |  |
|                                    |                       |                                       |                                      |  |  |       |  |  | Carlo Alberto di Savoia |  |  | Carlo Emanuele di Savoia-Carignano |  |
|                                    |                       | Maria Cristina di Sassonia            |                                      |  |  |       |  |  | Carlo Alberto di Savoia |  |  |                                    |  |
| Ferdinando di Savoia-Genova        |                       |                                       |                                      |  |  |       |  |  | Carlo Alberto di Savoia |  |  |                                    |  |
|                                    |                       | Maria Teresa d'Asburgo-Lorena         | Ferdinando III di Toscana            |  |  |       |  |  |                         |  |  |                                    |  |
|                                    |                       | Maria Teresa d'Asburgo-Lorena         | Ferdinando III di Toscana            |  |  |       |  |  |                         |  |  |                                    |  |
|                                    |                       | Maria Teresa d'Asburgo-Lorena         | Luisa Maria Amalia di Borbone-Napoli |  |  |       |  |  |                         |  |  |                                    |  |
| Tommaso di Savoia-Genova           |                       | Maria Teresa d'Asburgo-Lorena         |                                      |  |  |       |  |  |                         |  |  |                                    |  |
|                                    |                       | Giovanni di Sassonia                  | Massimiliano di Sassonia             |  |  |       |  |  |                         |  |  |                                    |  |
|                                    |                       | Giovanni di Sassonia                  | Massimiliano di Sassonia             |  |  |       |  |  |                         |  |  |                                    |  |
|                                    |                       | Giovanni di Sassonia                  | Carolina di Borbone-Parma            |  |  |       |  |  |                         |  |  |                                    |  |
| Elisabetta di Sassonia             |                       | Giovanni di Sassonia                  |                                      |  |  |       |  |  |                         |  |  |                                    |  |
|                                    |                       | Amalia Augusta di Baviera             | Massimiliano I Giuseppe di Baviera   |  |  |       |  |  |                         |  |  |                                    |  |
|                                    |                       | Amalia Augusta di Baviera             | Massimiliano I Giuseppe di Baviera   |  |  |       |  |  |                         |  |  |                                    |  |
|                                    |                       | Amalia Augusta di Baviera             | Carolina di Baden                    |  |  |       |  |  |                         |  |  |                                    |  |
| Filiberto di Savoia-Genova         |                       | Amalia Augusta di Baviera             |                                      |  |  |       |  |  |                         |  |  |                                    |  |
|                                    | Ludovico I di Baviera | Massimiliano I Giuseppe di Baviera    |                                      |  |  |       |  |  |                         |  |  |                                    |  |
|                                    | Ludovico I di Baviera | Massimiliano I Giuseppe di Baviera    |                                      |  |  |       |  |  |                         |  |  |                                    |  |
|                                    | Ludovico I di Baviera | Augusta Guglielmina d'Assia-Darmstadt |                                      |  |  |       |  |  |                         |  |  |                                    |  |
| Adalberto di Baviera               | Ludovico I di Baviera |                                       |                                      |  |  |       |  |  |                         |  |  |                                    |  |
|                                    |                       | Teresa di Sassonia-Hildburghausen     | Federico di Sassonia-Altenburg       |  |  |       |  |  |                         |  |  |                                    |  |
|                                    |                       | Teresa di Sassonia-Hildburghausen     | Federico di Sassonia-Altenburg       |  |  |       |  |  |                         |  |  |                                    |  |
|                                    |                       | Teresa di Sassonia-Hildburghausen     | Carlotta di Meclemburgo-Strelitz     |  |  |       |  |  |                         |  |  |                                    |  |
| Isabella di Baviera                |                       | Teresa di Sassonia-Hildburghausen     |                                      |  |  |       |  |  |                         |  |  |                                    |  |
|                                    |                       | Francesco di Paola di Borbone-Spagna  | Carlo IV di Spagna                   |  |  |       |  |  |                         |  |  |                                    |  |
|                                    |                       | Francesco di Paola di Borbone-Spagna  | Carlo IV di Spagna                   |  |  |       |  |  |                         |  |  |                                    |  |
|                                    |                       | Francesco di Paola di Borbone-Spagna  | Maria Luisa di Borbone-Parma         |  |  |       |  |  |                         |  |  |                                    |  |
| Amalia Filippina di Borbone-Spagna |                       | Francesco di Paola di Borbone-Spagna  |                                      |  |  |       |  |  |                         |  |  |                                    |  |
|                                    |                       | Luisa Carlotta di Borbone-Due Sicilie | Francesco I delle Due Sicilie        |  |  |       |  |  |                         |  |  |                                    |  |
|                                    |                       | Luisa Carlotta di Borbone-Due Sicilie | Francesco I delle Due Sicilie        |  |  |       |  |  |                         |  |  |                                    |  |
|                                    |                       | Luisa Carlotta di Borbone-Due Sicilie | Maria Isabella di Borbone-Spagna     |  |  |       |  |  |                         |  |  |                                    |  |
|                                    |                       | Luisa Carlotta di Borbone-Due Sicilie |                                      |  |  |       |  |  |                         |  |  |                                    |  |

### Ascendenza patrilineare

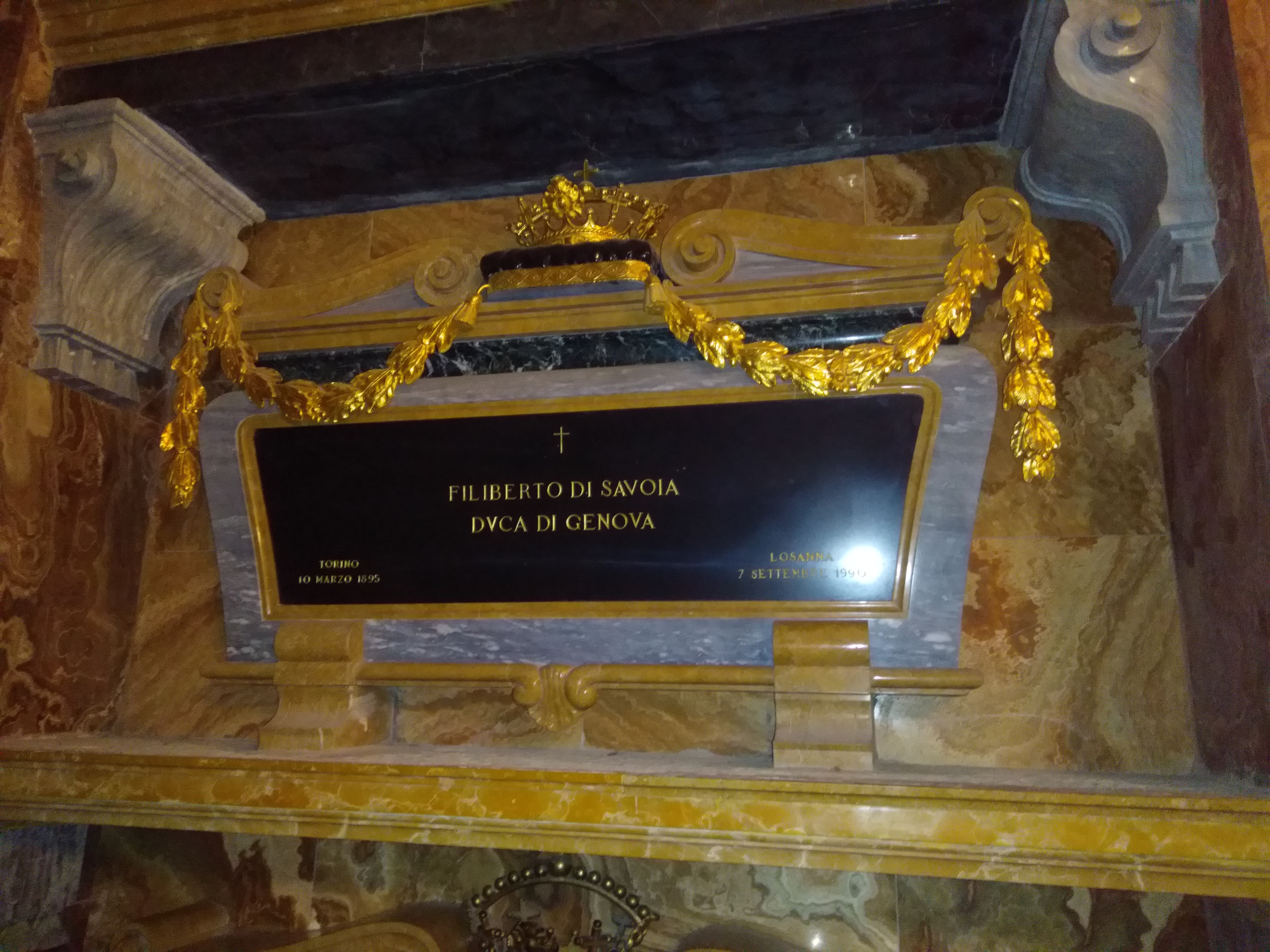
La sepoltura nella cripta di Superga.

1. Umberto I, conte di Savoia, circa 980-1047
2. Oddone, conte di Savoia, 1023-1057
3. Amedeo II, conte di Savoia, 1046-1080
4. Umberto II, conte di Savoia, 1065-1103
5. Amedeo III, conte di Savoia, 1087-1148
6. Umberto III, conte di Savoia, 1136-1189
7. Tommaso I, conte di Savoia, 1177-1233
8. Tommaso II, conte di Savoia, 1199-1259
9. Amedeo V, conte di Savoia, 1249-1323
10. Aimone, conte di Savoia, 1291-1343
11. Amedeo VI, conte di Savoia, 1334-1383
12. Amedeo VII, conte di Savoia, 1360-1391
13. Amedeo VIII, duca di Savoia, 1383-1451
14. Ludovico, duca di Savoia, 1413-1465
15. Filippo II, duca di Savoia, 1443-1497
16. Carlo II, duca di Savoia, 1486-1553
17. Emanuele Filiberto, duca di Savoia, 1528-1580
18. Carlo Emanuele I, duca di Savoia, 1562-1630
19. Tommaso Francesco, principe di Carignano, 1596-1656
20. Emanuele Filiberto, principe di Carignano, 1628-1709
21. Vittorio Amedeo I, principe di Carignano, 1690-1741
22. Luigi Vittorio, principe di Carignano, 1721-1778
23. Vittorio Amedeo II, principe di Carignano, 1743-1780
24. Carlo Emanuele, principe di Carignano, 1770-1800
25. Carlo Alberto, re di Sardegna, 1798-1849
26. Ferdinando, primo duca di Genova, 1822-1855
27. Tommaso, secondo duca di Genova, 1854-1931
28. Filiberto, quarto duca di Genova, 1895-1990

## Titoli e onorificenze

### Titoli e trattamento
- 10 marzo 1895 - 21 settembre 1904: Sua Altezza reale il principe Filiberto di Savoia Genova
- 22 settembre 1904 - 24 giugno 1963: Sua altezza reale il principe Filiberto di Savoia Genova, duca di Pistoia
- 24 giugno 1963 - 7 settembre 1990: Sua altezza reale il principe Filiberto di Savoia Genova, duca di Genova

## Pubblicazioni
Filiberto di Savoia-Genova fu autore di due libri:
- La prima divisione Camicie Nere "23 marzo" - "Implacabile", Milano, Bompiani, 1938.[20]
- La nostra guerra. Discorso tenuto dall'Altezza Reale Filiberto di Savoia-Genova duca di Pistoia, Torino, Montrucchio, 1940.[21]